# ديك كوتش
ديك كوتش (بالإنجليزية: Dick Couch)‏ (1948، مسيسيبي في الولايات المتحدة)؛ روائي أمريكي.